# Trafic sur les dunes
Pour plus de détails, voir Fiche technique et Distribution.
Trafic sur les dunes est un film français réalisé par Jean Gourguet, sorti en 1951.

## Synopsis
À la frontière franco-belge, gros et petits trafiquants se livrent à leurs activités illicites. De son côté, un policier s'emploie à mettre un terme à la contrebande dans le secteur.

## Fiche technique
- Titre : Trafic sur les dunes
- Réalisation : Jean Gourguet
- Scénario et dialogues : Jean Gourguet
- Co-scénariste : Michelle Gourguet
- Directeur de la photographie  Scarciafico Hugo
- Photographe de plateau : Henri Caruel
- Musique : René Denoncin
- Montage : Daniel Lander
- Son : Séverin Frankiel
- Script-girl : Suzanne Faye
- Producteurs : Georges Sénamaud, Bernard-Romand, Jean Gourguet
- Directeur de production : Georges Sénamaud
- Régissuer : Pierre Caudrelier
- Production : S.F.P.- Les Films Lutetia
- Distribution: Société d'Edition et de Location de Films (S.E.L.F.)
- Pays de production : France
- Format : Noir et blanc — Son mono
- Genre : Film policier
- Durée : 89 min
- Visa de censure no  10334 (tous publics).
- Date de sortie : 
  - France : 20 avril 1951
- Affiche : Georges Kerfyser (France)

## Distribution
- Suzy Prim : Madame Estelle
- Pierre-Louis Pierre Lesquin
- Édouard Delmont : Vernet
- Juliette Faber : Françoise Lesquin
- Perrette Souplex : Suzon Rovercq
- Jean Clarieux : l'inspecteur Rovercq
- Zizi Saint-Clair : Louisette Lesquin
- Lucas Gridoux : Monsieur Lucien
- Francis Valois : Momo
- Heddy Miller
- Jacques Bernier
- Marie-Louise Manet
- Jacqueline Lemaire